# Voto
Voto (Boto; pl. Votos, Botos), pleme Talamancan Indijanaca s rijeke río Pocosol (mala sunčana rijeka; danas Río San Carlos), pritoci San Juana i podnožju kordiljere central u Kostariki. Prema guverneru Rodrigo Arias Maldonado y Góngora, Voto su (1662) na obali Pocosola imali oko 200 obitelji. Nestali su vjrojatno u 17 stoljeću. 
Devedeset zarobljenih pripadnika ovog plemena guverner Juan López de la Flor preselio je 1665. u Atirro.